# Huta Łukomska
Huta Łukomska – wieś w Polsce położona w województwie wielkopolskim, w powiecie słupeckim, w gminie Zagórów.
W latach 1975–1998 miejscowość administracyjnie należała do województwa konińskiego.
Nazwa wsi wskazuje, że mogły w okolicy istnieć pokłady rudy darniowej, wykorzystywane w hutnictwie żelaza.
We wsi działa klub sportowy Orły Huta Łukomska.